# Engin Arık
Engin Arık (Estambul, Turquía, 4 de octubre de 1948-Keçiborlu, Isparta, Turquía, 30 de noviembre de 2007) fue una destacada física de partículas turca. Fue profesora y líder del grupo de física de altas energías experimental en la Universidad Boğaziçi.
Arık nació en Estambul y obtuvo su grado en 1969 en matemáticas y física por la Universidad de Estambul. Tras ello, recibió su maestría en 1971 y doctorado en 1976 en física de altas energías experimental en la Universidad de Pittsburgh, Estados Unidos. Realizó estudios posdoctorales en el Westfield College en la Universidad de Londres.
Regresó a Turquía en 1979, y se convirtió en profesora de la Universidad Boğaziçi. En 1983 dejó la universidad para trabajar en Control Data Corporation durante dos años. Tras ello, Arık volvió a ser profesora en la Universidad Boğaziçi en 1988.
Entre 1997 y 2000, Arık fue comisionada por el gobierno como representante de Turquía en las sesiones del Tratado de Prohibición Completa de los Ensayos Nucleares del Organismo Internacional de Energía Atómica de la ONU en Viena, Austria.
Fue miembro de las colaboraciones ATLAS y CAST en el CERN, en Suiza.
Arık murió en el accidente del vuelo 4203 de Atlasjet el 30 de noviembre de 2007. Estaba casada con Metin Arık, también profesor del mismo departamento de la Universidad Boğaziçi, y tenía dos hijos.
Hay una calle llamada en su honor en el barrio de İlkyerleşim del distrito de Yenimahalle en Ankara, Turquía.  

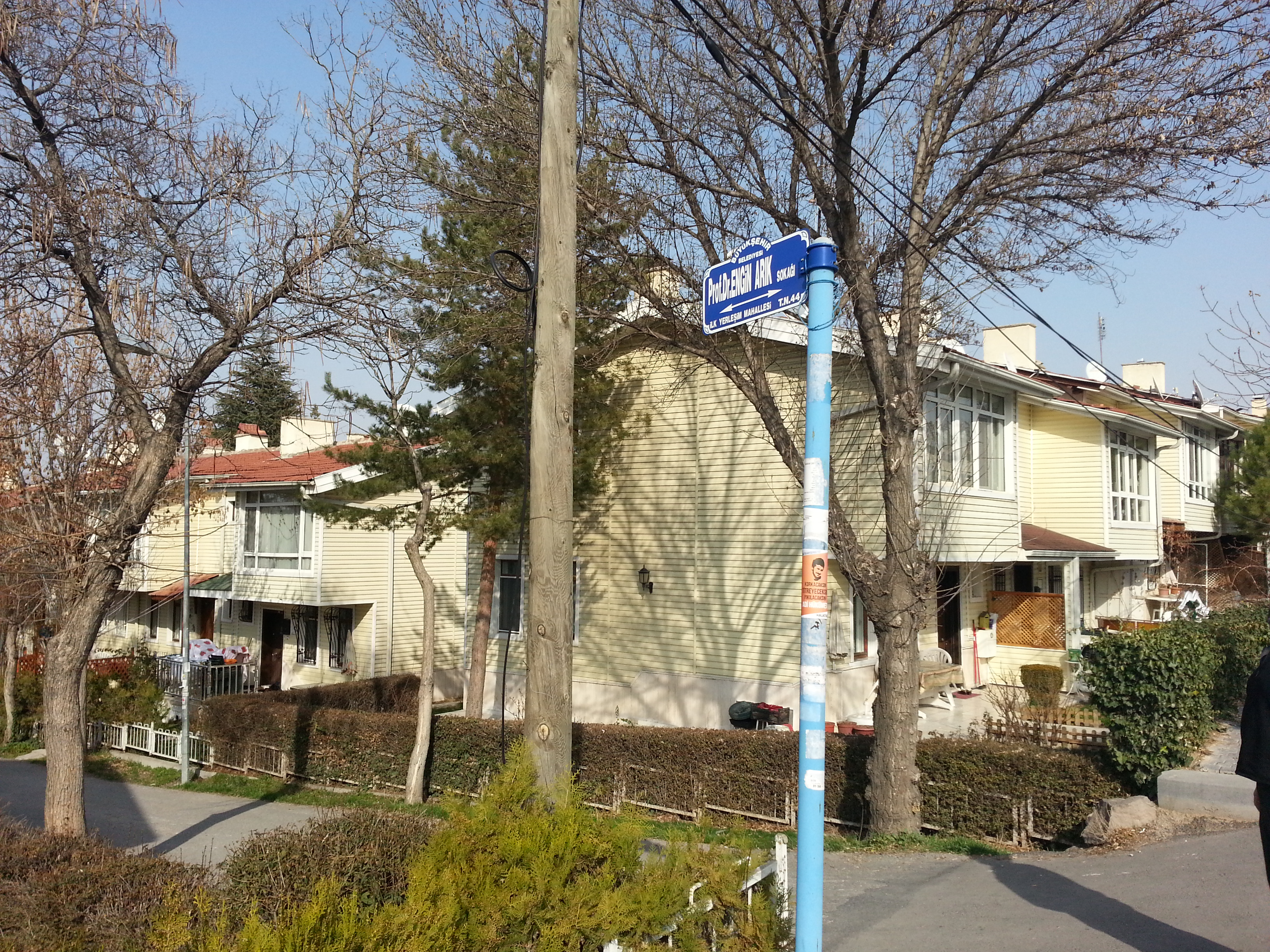
El cartel de la calle nombrada en su honor en el distrito Yenimahalle en Ankara.